# Justus de Harduwijn

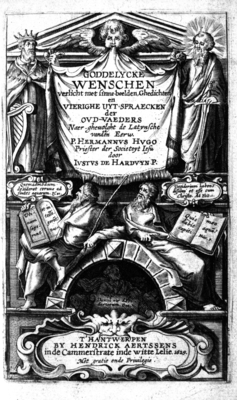
de Harduwijns Hauptwerk Goddelycke wenschen von 1629

Justus de Harduwijn (* 11. April 1582 in Gent; † 21. Juni 1636 in Oudegem bei Dendermonde) war ein niederländischer Pastor. Er gilt als der meistgelesene Dichter des 17. Jahrhunderts und des Goldenen Zeitalter der Niederlande.

## Leben und Werk
Harduwijn wurde in eine politisch unruhige Zeit geboren. Nachdem seine Geburtsstadt Gent in der Mitte des 16. Jahrhunderts an Philipp II. von Spanien gefallen war, erhoben sich die protestantischen Genter gegen die Katholiken aus Spanien, die demzufolge mit einem Terrorregime reagierten. Harduwijn entstammte einer angesehenen, wohlhabenden und streng katholischen Buchbinderfamilie, die Rom treu geblieben war und das Regime unterstützte. Seine Eltern waren François de Harduwijn († 1609) und Livina Tayaert, der Vater war Mitglied im Rat von Flandern und betrieb eine Buchbinderei in Gent. Daneben war sein Vater auch ein Dichter. Er schrieb Verse in Latein und Französisch und weckte auch in seinem Sohn einen Sinn für Sprachen und Literatur, so wie dieser gleichfalls von seinem Onkel, dem Humanisten Maximiliaan de Vriendt († 1614) beeinflusst wurde, der ebenfalls lateinische Gedichte schrieb.
Justus de Harduwijn wurde in dem damaligen Genter Elite-College der Jesuiten erzogen und erhielt Unterricht von Simon van de Kerckhove an dessen schola litteraria. Um 1600 begann er ein Studium der Theologie und Rechtswissenschaften an der Universität von Leuven und hörte Justus Lipsius. Am 11. April 1607 wurde er in Gent zum Priester geweiht und war in der Folge als Pastor in den Dörfern Oudegem and Mespelaere des Bistums Mechelen tätig. Seine priesterliche Arbeit verlief unspektakulär, über sein tägliches Leben und seine Lebensumstände ist nichts weiter überliefert. Trotz seiner adligen Herkunft und seiner vielfältigen Kontakte zu zeitgenössischen Persönlichkeiten scheint er sehr zurückgezogen gelebt zu haben, über deren Gründe bis heute spekuliert wird.
1613 veröffentlichte er unter dem Titel De weerliicke liefden tot Roosemond eine Sammlung von teilweise sehr intimen Liebesgedichten, die er als Student verfasst hatte. Um den Autor nicht zu diskreditieren, veröffentlichte Guilliam Caudron (1607–1992) das Werk anonym. Heute ist nur ein einziges Exemplar bekannt, das unter der Registernummer G 8342 in der Universitätsbibliothek von Gent aufbewahrt wird.
1620 erschienen Goddelicke Lof-Sanghen und Val ende Opstand van David und Seven leed-tuygende Psalmen, 1629 Harduwijns Hauptwerk Goddelycke wenschen, der ersten niederländischen Übersetzung und Adaption von Herman Hugos Pia desidera, dem berühmtesten Meditationswerk in lateinischer Sprache des 17. Jahrhunderts.
Justus de Harduwijns Werke waren insbesondere in den nördlichen Niederlanden, den Vereinigten Provinzen, ein großer Erfolg. Er zählte, obwohl er nur 54 Jahre alt wurde, zu den meistgelesenen Schriftstellern des Goldenen Zeitalters der Niederlande und wird bis heute in der niederländischen Bevölkerung zitiert.